# Russeàcies
Rousseaceae és una família de plantes amb flors dins l'ordre Asterals conté arbres i arbusts. El fruit és una baia o una càpsula. Les flor són simples amb els marges serrats.
Aquesta família conté tres o quatre gèneres i dotze o tretze espècies distribuïdes a Àfrica oriental, Noa Guinea, Nova Zelanda i Austràlia. Les anàlisi moleculars suggereixen que Abrophyllum, Cuttsia i Carpodetus van estar relacionades amb Roussea, no en la família Escalloniaceae.